# Cimetière du Grand Jas
Le cimetière du Grand Jas est un cimetière de la ville de Cannes.

## Localisation
Le cimetière du Grand Jas est situé à Cannes, commune française du département des Alpes-Maritimes et de la région Provence-Alpes-Côte d'Azur dans le quartier Riou - Petit Juas - 205 avenue de Grasse.

## Caractéristiques
Ce cimetière de la Côte d'Azur d'une superficie de neuf hectares disposés en terrasses fut ouvert en 1866. Il est connu pour son architecture paysagée avec une importante décoration florale, et une riche statuaire qui en font l’un des plus beaux cimetières de France et pour le nombre de célébrités qui y sont inhumées.
Son « cimetière anglais » (« English square ») est le dernier repos d'un bon nombre de personnalités britanniques qui se sont approprié Cannes. Il est dominé par la statue de Lord Brougham qui joua un rôle dans la fondation de la ville à partir du village du Suquet.

## Personnalités inhumées au cimetière du Grand Jas
Personnalités inhumées au cimetière du Grand Jas, par date de naissance.

### XVIIIesiècle
- Pierre-Victor Rostan (1756 - 1826), maire de Cannes de 1819 à 1826 — Allée du Nord prolongée.
- Monseigneur Jacques Jancard (1799 - 1875), évêque de Cannes en 1858 — Allée centrale.

### XIXesiècle
- Sir Thomas Robinson Woolfield (1800 - 1888), promoteur immobilier anglais — 1re allée, quartier Est.
- Prosper Mérimée (Paris, 28 septembre 1803 - Cannes, 23 septembre 1870), premier inspecteur des monuments historiques. Son tombeau fait l'objet d'une inscription aux monuments historiques depuis 2019[1].

Prosper Mérimée
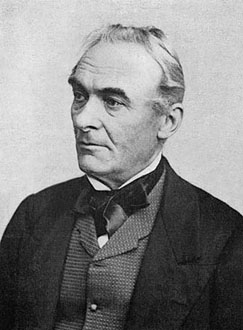
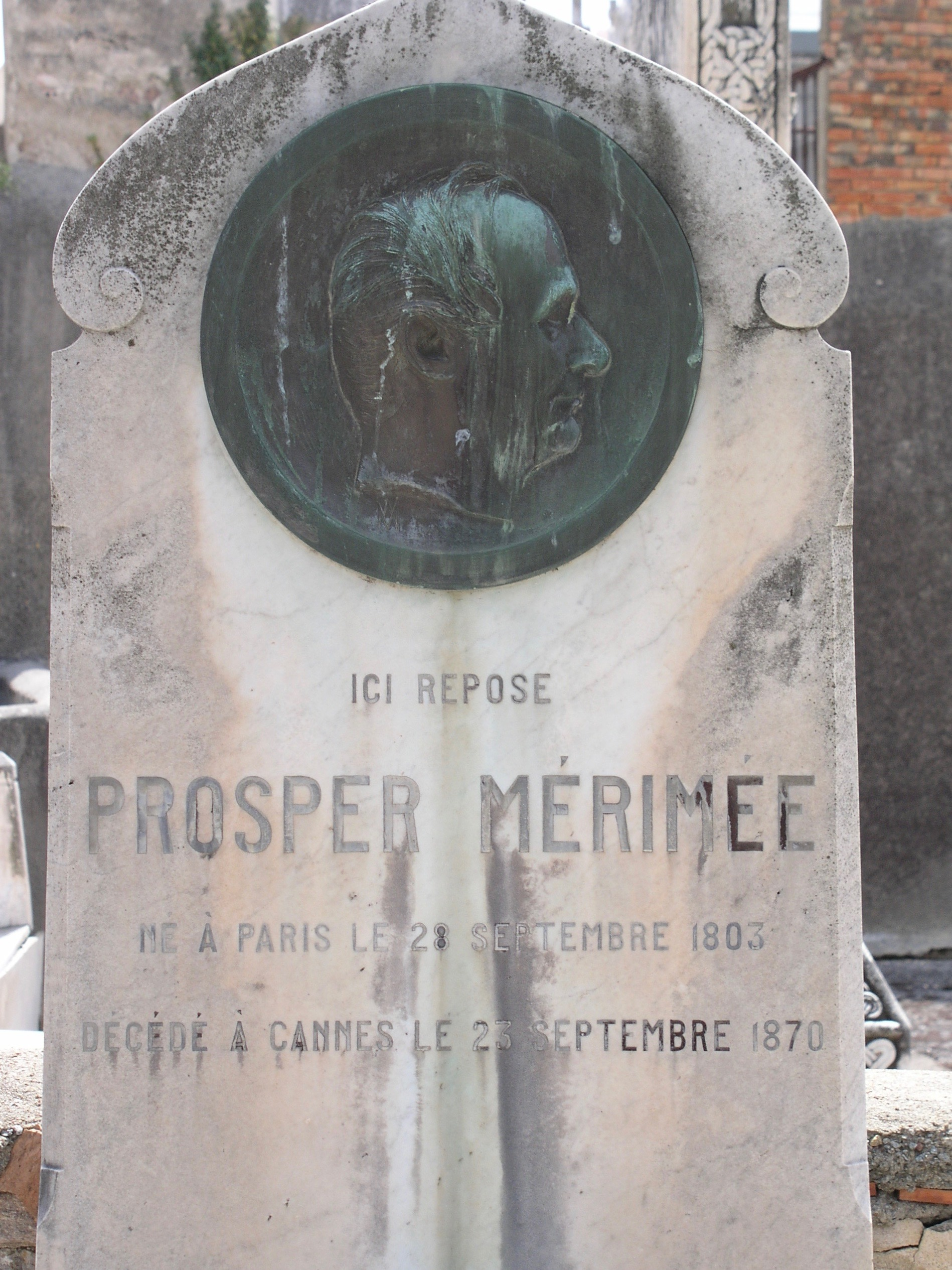
Plaque tombale de Prosper Mérimée.

- Ernest-Eugène Duboys (1808-1877), homme politique, maire d'Angers de 1951 à 1959 et député de 1952 à 1959.
- Pierre Gazagnaire (1808-1884), médecin français, il lutta dans la région contre les épidémies endémiques du choléra. Sa réputation le fit appeler par le roi Humbert d'Italie, qui en fit son médecin personnel après qu’il a sauvé son fils de la fièvre typhoïde. Il fut conseiller municipal de Cannes en 1848 puis adjoint au maire en 1871 — Allée centrale.
- Joseph-Louis Legoff (1820 - 1872), maire de Cannes de 1861 à 1865, à l'origine de la fondation du cimetière du Grand Jas, son tombeau est une œuvre de l’architecte Vianey — Allée du Sommeil.
- John Francis Campbell (Islay, Écosse, 29 décembre 1821 - Cannes, 17 février 1885), auteur et celtiste écossais.
- John Stairs (1823-1888), homme d'affaires canadien.
- Henri Germain (1824 - 1905), banquier français, cofondateur et principal actionnaire et président du conseil d’administration du Crédit lyonnais — Allée des Pensées.

Henri Germain
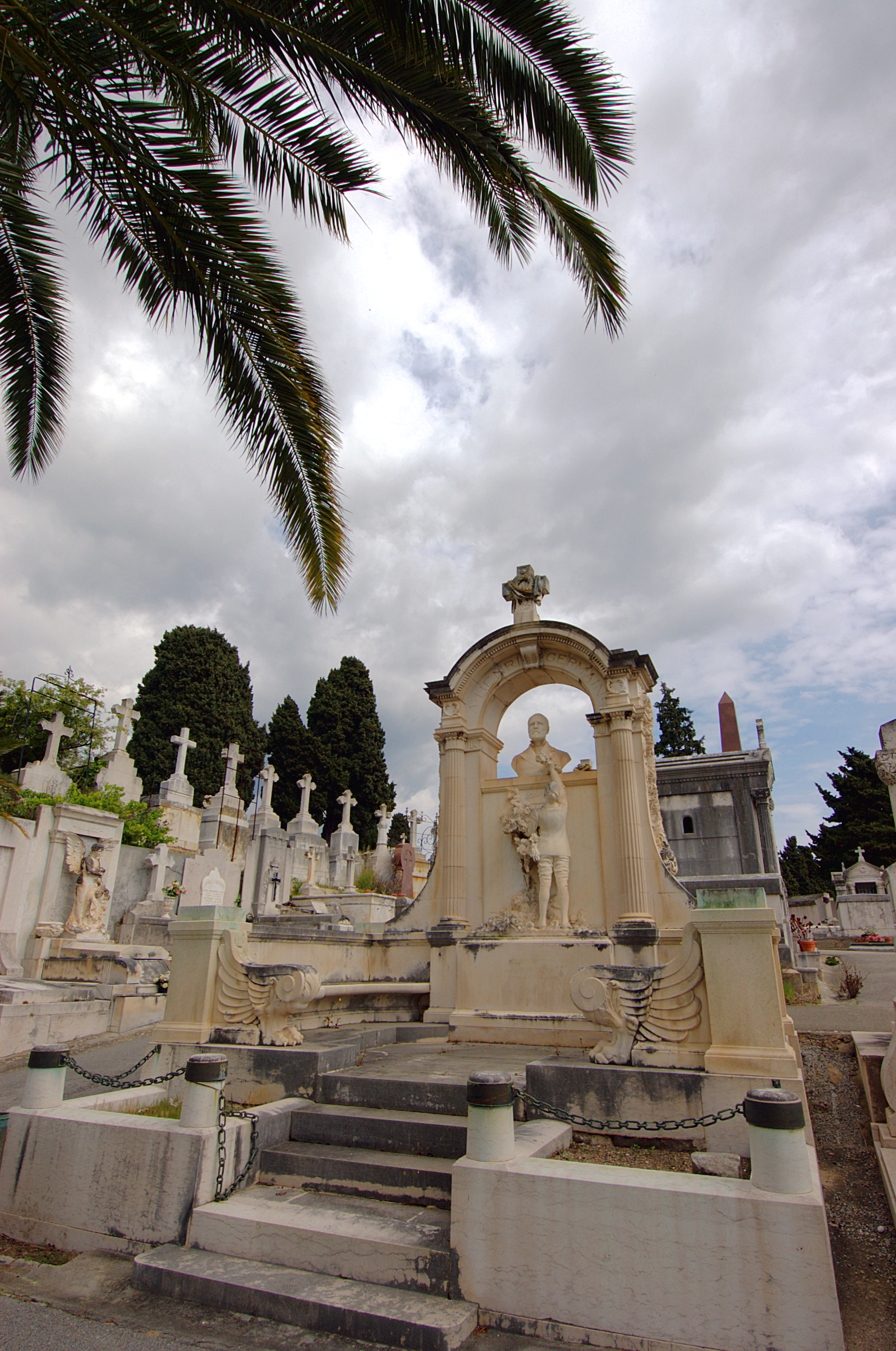
Tombe d'Henri Germain.

- Monseigneur Joseph Guigou (1825 - 1900), auteur de Histoire de Cannes et de son Canton (1878) — Allée centrale.
- William Bonaparte-Wyse (Waterford, 20 janvier 1826 - Cannes, 3 décembre 1892), poète irlandais de langue d'oc.
- Émile Négrin (1833-1878), poète provençal — Allée centrale.
- John Taylor (Coddenham, 20 octobre 1834 - Cannes, 21 avril 1922), jardinier paysagiste et agent immobilier anglais.
- Charles Baron (1835-1915), architecte français — Allée des Chrysanthèmes.
- Constantin Tserpitsky (1837 - 1906), général russe, chef de corps d’armée dans la guerre russo-japonaise de 1905 — Allée 18 du cimetière protestant.
- Eugène Gazagnaire (1838-1900), notaire jusqu'en 1890 après avoir repris en 1865 l'étude de son grand-père Esprit Violet ancien maire de Cannes, devenu lui-même maire de Cannes de 1878 à 1895. Fils aîné de Pierre Gazagnaire — Allée des Anémones.
- Alphonse de Bourbon-Siciles, comte de Caserte (Caserte, 28 mars 1841 - Cannes, 26 mai 1934), prince de la Maison de Bourbon-Siciles, fils du roi Ferdinand II des Deux-Siciles et de l'archiduchesse Marie-Thérèse d'Autriche, prétendant au trône à la mort de son frère, François II des Deux-Siciles en 1894.
- Marie-Antoinette de Bourbon-Siciles (Naples, 16 mars 1851-Fribourg-en-Brisgau, 12 septembre 1938), princesse des Deux-Siciles et comtesse de Caserte, épouse du précédent.
- Laurent Vianay (Lyon, 10 octobre 1843 - Cannes, 24 avril 1928), architecte.
- Pierre-Karl Fabergé (Saint-Pétersbourg, 18 mai 1846 - Pully, Suisse, 24 septembre 1920), célèbre joaillier russe — 23e allée, quartier Est, du cimetière protestant.
- Louis Hourlier (Marseille, 8 janvier 1847 - Cannes, 7 novembre 1920), architecte — Allée centrale.
- 1848 :
  - François-Henri Lavanchy-Clarke (1848 - 1929), infirmier de la Croix-Rouge suisse durant la guerre franco-allemande de 1870-1871 — 4e allée, quartier Est, du cimetière protestant.
  - Oleg Eugène Tripet-Skrypitzine (1848 - 1935), militaire puis peintre, auteur d'une Chronique de l'histoire de Cannes, conservateur du musée Fragonard de Grasse. Fils du consul de France à Moscou — Allée des Primevères.
- 1849 :
  - Lady Waterlow (1849 - 1931), née Margaret Hamilton, épouse du maire de Londres, Sir Sydney Hamilton.
- 1850 :
  - Alice Bron (Bruxelles, 28 octobre 1850 - Cannes, 26 février 1904), femme politique belge.
  - Nancy Fish (en) (1850 – 1927), socialite anglaise, deuxième épouse de Phineas Taylor Barnum.
  - Joseph Gazagnaire (1850 - 1927), entomologiste français devenu maire de Cannes de 1910 à 1912. Fils cadet de Pierre Gazagnaire — Allée de la Paix.
- Marie-Antoinette, comtesse de Caserte, inhumée aux côtés de son mari (Cf 1841)
- Léopold d'Albany (Alès, 7 avril 1853 - Cannes, 28 mars 1884), membre de la famille royale britannique — Carré de la fontaine du cimetière protestant.
- 1854 :
  - Georges Destenave (1854 - 1928), général de la Coloniale, il fit partie de l’expédition du commandant Lamy chargée d’organiser la pénétration française au Sahara. Il contribua ensuite, de 1900 à 1908, à la pacification du Tchad et à la délimitation des frontières de ce pays africain qui devint une colonie française — Allée du Nord.
  - André Capron (Paris, 23 août 1854 - Cannes, 18 octobre 1930), homme politique.
  - Armand Dutertre né Boleslas Camille Pluciński (1854 - 1932), acteur français d'origine polonaise.
- Florence Colquhoun-Demole (1856 - 1931), fille de James Charles Henry Colquhoun[2].
- Antoine-Amédée-Marie-Vincent Manca-Amat de Vallombrosa, marquis de Morès (1858 - 1896), aventurier et militant politique français — Allée des Cinéraires.
- Eugène Brieux (1858 - 1932), auteur dramatique et académicien français — Allée des Chrysanthèmes.
- 1863 :
  - Le baron Serge von Derwies (1863 - 1943) et la baronne Serge von Derwies, anciens magnats russes.

Baron et baronne Derwies
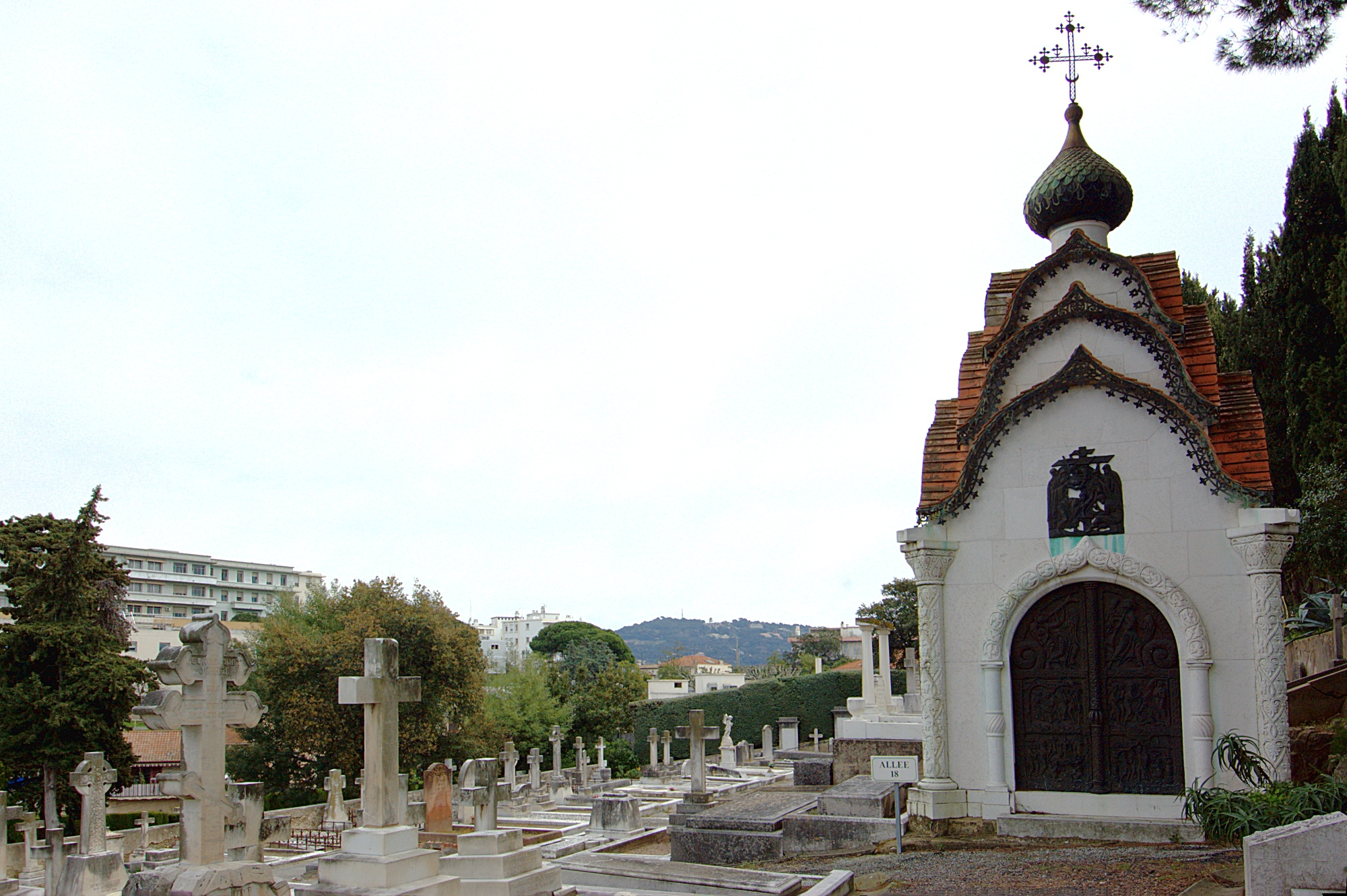
Chapelle funéraire du baron et de la baronne Derwies.

- - Frédéric Amouretti (1863 - 1903), félibre et militant nationaliste et monarchiste proche de Maurras — Allée centrale.
- 1864 :
  - Joseph Aletti (Thal, Suisse, 2 juin 1864 - Cannes, 9 juillet 1938), propriétaire et gestionnaire de nombreux palaces.
  - Maxime Laubeuf (Poissy, 23 novembre 1864 - Cannes, 23 décembre 1939), ingénieur naval — Allée des Gloxinias.
- Anina Gagarine-Sturdza (Odessa, 1er juin 1865 - Cannes, 14 avril 1918), princesse, artiste peintre, écrivain et compositrice — 16Fi9.
- Constantin Toumanoff (1867 - 1933), prince russe, général de l’armée impériale de Russie, mort en exil — Allée 20 du cimetière protestant.
- Brand Whitlock (Urbana, Ohio, 4 mars 1869 - Cannes, 24 mai 1934), diplomate et écrivain politique — Cimetière protestant.
- Emmanuel Signoret (Lançon-Provence, 14 mars 1872 - Cannes, 20 décembre 1900), poète et critique d'art français — Allée des Roses.
- Ernest Duchesne (1874 - 1912), médecin français, découvrit trente-deux ans avant Alexander Fleming que certaines moisissures pouvaient tuer des bactéries, démontrant ainsi les propriétés antibiotiques de la pénicilline — Allée du Dépositoire.
- Georges Ladoux (Beauchastel, 21 mars 1875 - Cannes, 20 avril 1933), officier français — Allée des Géraniums.
- Louis Pastour (Cannes, 26 juin 1876 - Cannes, 6 décembre 1948), peintre — Allée des Cyprès.
- 1878 : 
  - Nicolas Popoff (ru) (1878 - 1929), aviateur, pionnier de l’aviation, qui défraya la chronique aéronautique le 27 mars 1910 en effectuant un aller-retour entre Mandelieu et les îles de Lérins, à bord d’un biplan « Wright » et signa alors un double record puisqu'il fut à cette occasion le premier à atteindre l’altitude de 207 mètres. Il se suicida — Carré 20 du cimetière protestant.
  - Henry Brougham (Édimbourg, 19 septembre 1778 - Cannes, 7 mai 1868), homme politique, orateur et écrivain britannique.

Lord Henry Brougham
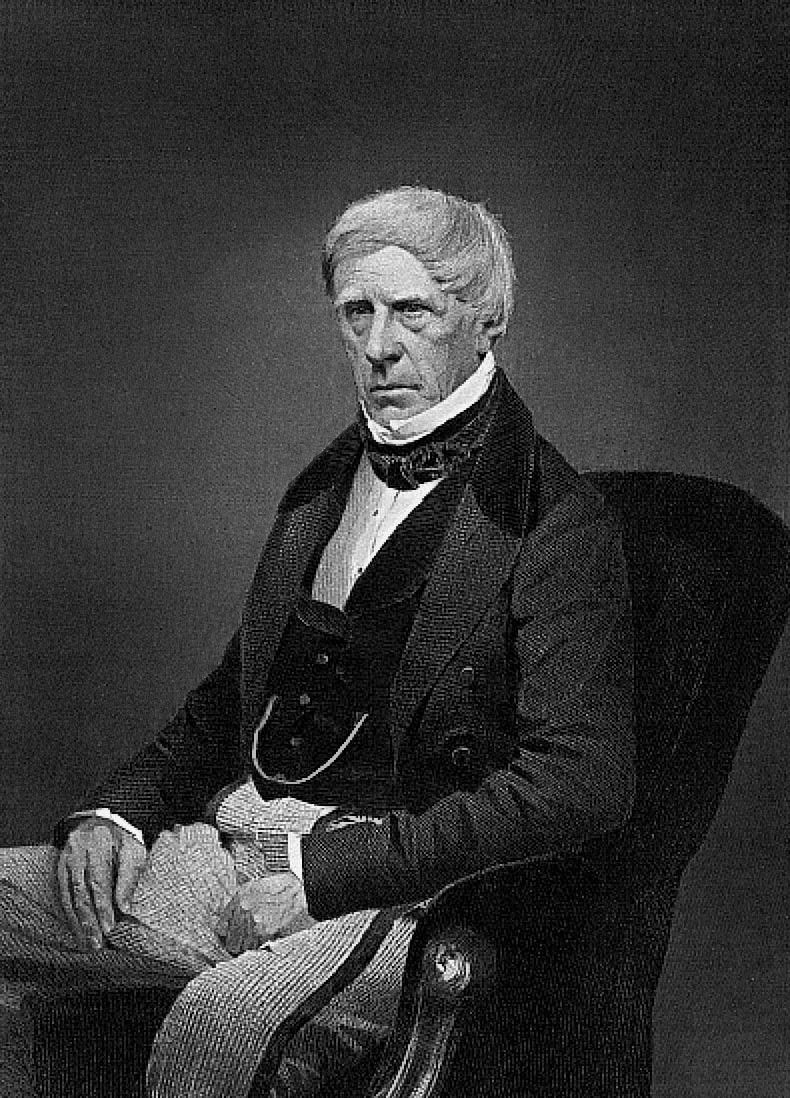

- Nicolae Titulescu (Craiova, 4 mars 1882 - Cannes, 17 mars 1941), diplomate et homme politique roumain. Dans les années 90 ses restes furent rapatriés à Brasov, en Roumanie.
- 1883 :
  - Rénier de Bourbon-Siciles (Cannes, 3 décembre 1883 - Roquebrune-sur-Argens, 13 janvier 1973), prince de la Maison de Bourbon-Siciles.
  - Jean-Charles Antoni (1883 - 1961), résistant français devenu maire de Cannes de 1947 à 1953 — Allée des Chamerops.
  - Pierre Nouveau (1883 - 1967), architecte d'un grand nombre de très belles villas à Cannes, devenu maire de Cannes de 1935 à 1940, puis en 1953 — Allée des violettes.
- Jorge Cuevas Bartholin (Santiago du Chil, 26 mai 1885 - Cannes, 22 février 1961), mécène, directeur de ballet, américain d'origine chilienne — Carré 1.
- Eugène Vial (1887 - 1914), ingénieur français des chemins de fer, participa à la construction du chemin de fer d’Oran à Oujda, puis à la réalisation de la ligne Djibouti-Addis Abeba. Il contribua à faire de Djibouti une ville moderne. Il mourut au combat durant la Première Guerre mondiale — Allée des Edelweiss.
- Victor Tuby (Cannes, 8 juin 1888 - Tulle, 31 décembre 1945), félibre et sculpteur — Allée du Sud.
- 1889 :
  - Jean-Gabriel Domergue (Bordeaux, 4 mars 1889 - Paris, 16 novembre 1962), peintre, affichiste français. Inhumé jusqu'en novembre 2000, date de son transfert à la villa Domergue, 15 avenue Fiesole.
  - Étienne Romano (1889 - 1966), cofondateur avec André Auniac (1890 - 1961) des Chantiers aéronavals Étienne Romano, à Cannes.
- André Auniac (1890 - 1961), cofondateur avec Étienne Romano (1889 - 1966) des Chantiers aéronavals Étienne Romano, à Cannes.
- Olga Khokhlova (Nijyn, 17 juin 1891 - Cannes, 11 février 1955), danseuse étoile russe et épouse de Pablo Picasso — Allée de l’Ouest du cimetière protestant.
- Maurice Derché (1894 - 1944), résistant français mort en déportation au camp de concentration de Mauthausen. Une avenue de Cannes porte son nom.
- 1898 :
  - Lily Pons (Draguignan, 12 avril 1898 - Dallas (États-Unis), 13 février 1976), cantatrice soprano française, naturalisée américaine en 1940 — Allée du carré 12.
  - Aladin Tasseli (Serravalle Pistoiese (Italie), 8 novembre 1898 - Cannes, 9 janvier 1982), sculpteur français, prix de Rome 1921 — Carré 16.
- Robert Stiegler (1899 - 1979), organiste, élève d’Eugène Gigout, titulaire des orgues de l'église Notre-Dame-d'Espérance de Cannes de 1931 à 1976 — Carré 11.

### XXesiècle
- 1902 :
  - Jean Mineur (Valenciennes, 12 mars 1902 - 19 octobre 1985), pionnier de la publicité et du cinéma publicitaire — Carré 19.
  - Émile Patras (1902 - 1955), poète félibre et sculpteur français — Carré 1.
- Marcel Thil (Saint-Dizier, Haute-Marne 29 mai 1904 - Cannes, 14 août 1968), boxeur français — Carré 13bis.
- 1904 : Anina Gagarine-Sturdza, Odessa (1er juin 1865 - Cannes, 14 avril 1918), peintre de genre, portraitiste, paysagiste.
- 1905 : Louis Cler (1905 - 1950), footballeur français, capitaine de l’équipe de l’AS Cannes qui remporta la coupe de France en 1932 — Allée des capucines.
- 1906 : Klaus Mann (Munich, 18 novembre 1906 - Cannes, 21 mai 1949), écrivain allemand, naturalisé américain — Carré 16.
- 1910 :
  - Fernand Sardou (Avignon, 18 septembre 1910 - Toulon, 31 janvier 1976), chanteur et acteur français, inhumé avec son épouse Jackie Sardou (1919-1998), actrice française — Allée des Lilas.
  - Jacques Monod (1910 - 1976), biochimiste français, prix Nobel de médecine en 1965 — Allée coté Ouest du cimetière protestant.

Jacques Monod
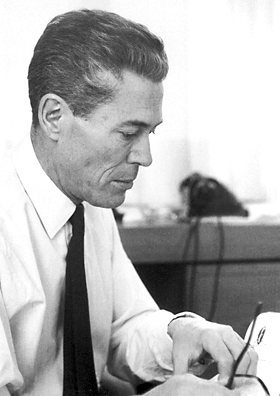

- Louis Marnay (1911 - 1985), directeur du Centre spatial de Cannes-Mandelieu de 1939 à 1976, conseiller municipal de 1959 à 1968.
- Georges Guétary (1915 - 1997), chanteur d'opérette et comédien grec, naturalisé français.
- Léon Noël (Châtellerault, 14 janvier 1917 - Cannes ou Nice ?, 23 septembre 1943), résistant français.
- 1919 :
  - Jackie Sardou (Paris, 7 avril 1919 - Paris, 2 avril 1998), actrice française, inhumée avec son époux Fernand Sardou (1910-1976), chanteur et acteur français — Allée des Lilas.
  - Jacques Marin (Paris, 9 septembre 1919 - Cannes, 10 janvier 2001), acteur français — Carré 4.
- Martine Carol (1920 -1967), actrice française.

Martine Carol
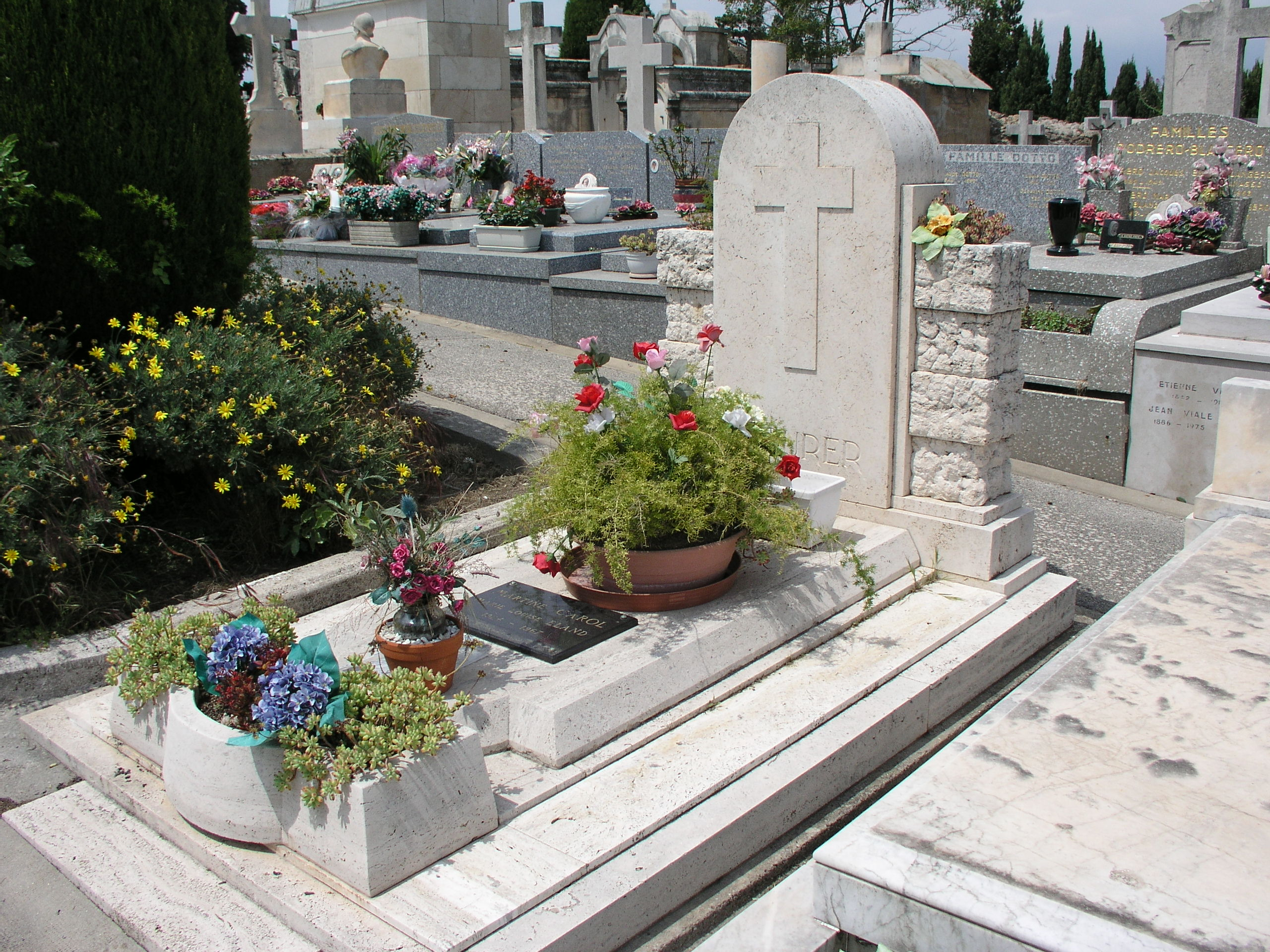
Tombe de Martine Carol.

- Paulo Ruiz-Picasso (1921 - 1975), fils de Pablo Picasso et de Olga Khokhlova.
- Apo Lazaridès (1925 - 1998), coureur cycliste français d'origine grecque — Carré 22 du cimetière protestant.
- Gérard Gustin (1930 - 1994), compositeur et chef d'orchestre français — 10e allée, le long du carré 17.
- Pablito Picasso (1948 - 1973), peintre. Petit-fils de Pablo Picasso, il se suicide à l’âge de vingt-quatre ans, peu après la mort de son grand-père.
- Gérard Gustin dit G. G. Junior (1957-1996), chanteur et acteur, fils du compositeur Gérard Gustin et de Nelly Perier, mort d'une overdose.

## Voir aussi

Carrés militaires
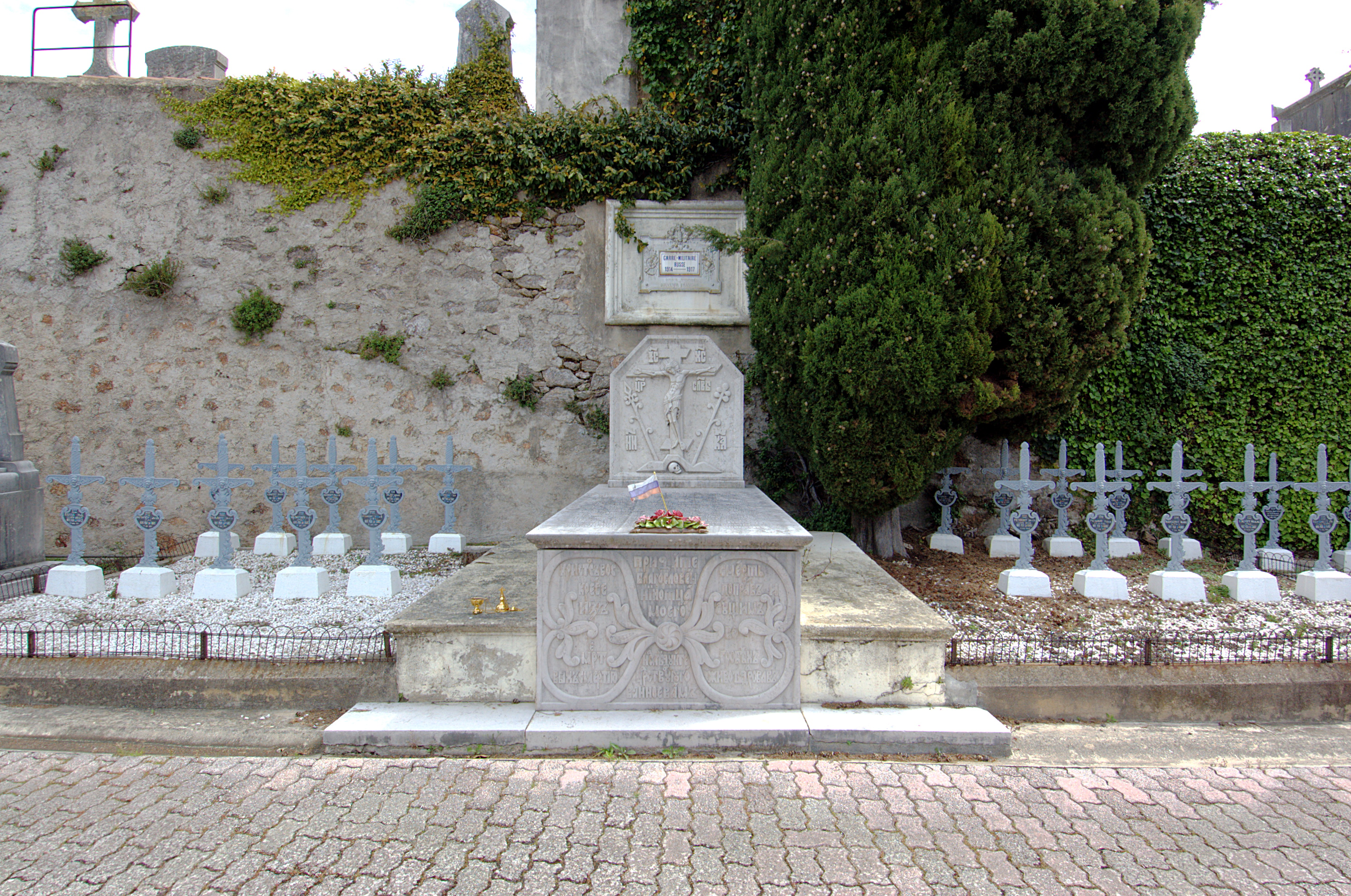
Monument et sépultures des soldats russes ayant fait partie du corps expéditionnaire pendant la Grande Guerre.
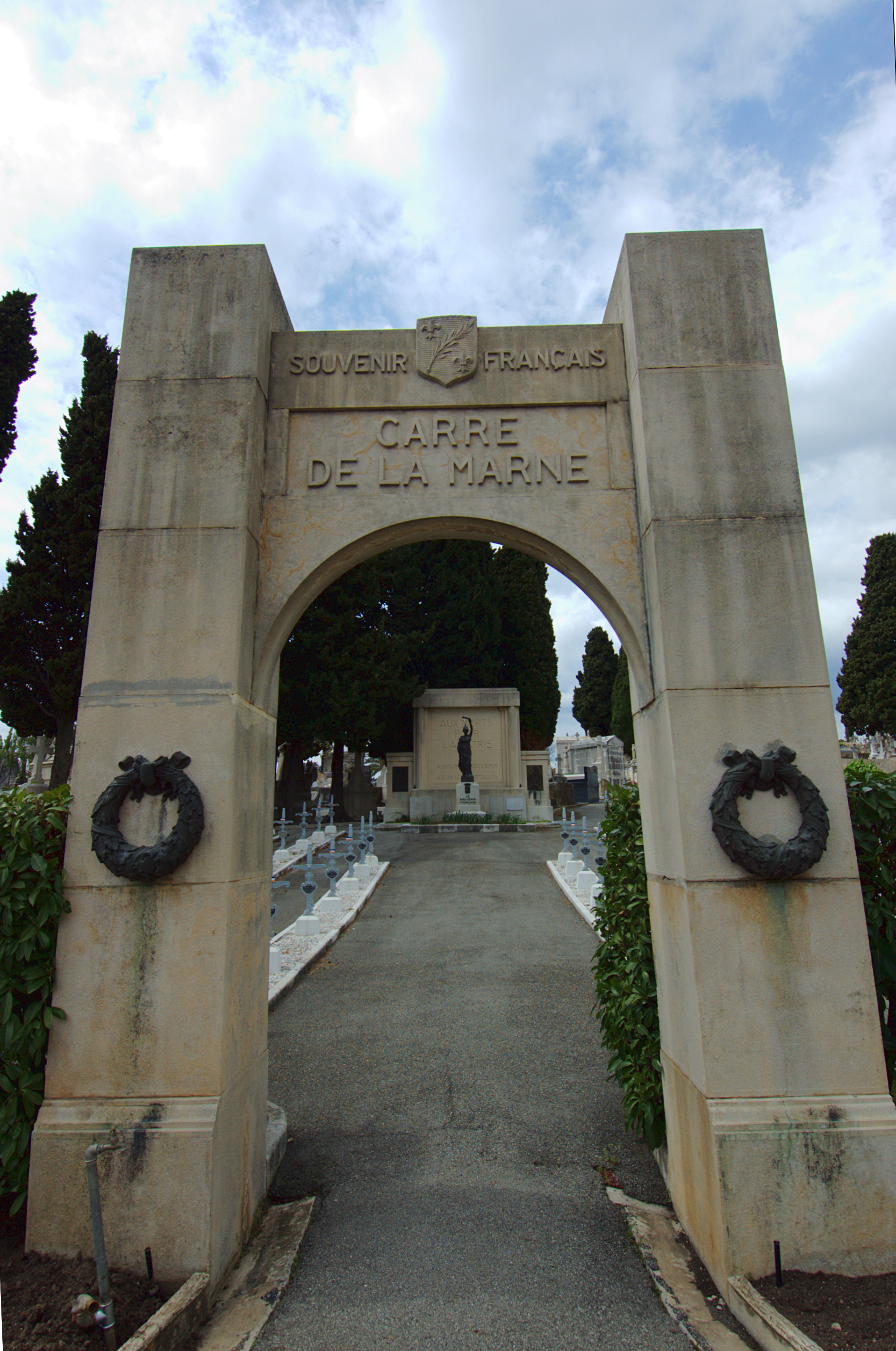
Vue du carré bataille de la Marne.